# ガーディナーダム

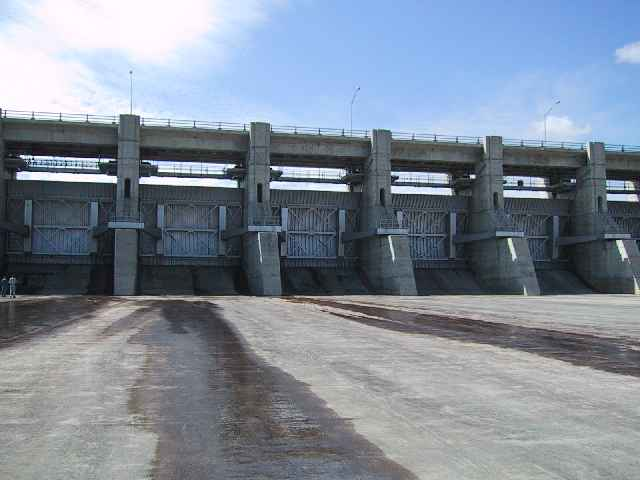
ガーディナーダムの放水ゲート

ガーディナーダム（Gardiner Dam）とはカナダ、サスカチュワン州にあるサウスサスカチュワン川のダム。カナダ最大のアースフィルダム。

## 歴史
1959年に建設が始まり、8年後に完成した。上流にディーフェンベーカー湖をつくる。
名前は元州知事のジェームズ・G・ガーディナーにちなみつけられた。

## 参照
- カペル川ダム